# Grand Prix automobile de France 1971
Résultats du Grand Prix de France de Formule 1 1971 qui a eu lieu sur le circuit Paul Ricard le 4 juillet.

## Classement
| Pos  | N° | Pilote               | Écurie           | Tours | Temps/Abandon     | Grille | Points |
| ---- | -- | -------------------- | ---------------- | ----- | ----------------- | ------ | ------ |
| 1    | 11 | Jackie Stewart       | Tyrrell-Ford     | 55    | 1 h 46 min 42 s 3 | 1      | 9      |
| 2    | 12 | François Cevert      | Tyrrell-Ford     | 55    | + 28 s 12         | 7      | 6      |
| 3    | 1  | Emerson Fittipaldi   | Lotus-Ford       | 55    | + 34 s 07         | 17     | 4      |
| 4    | 14 | Jo Siffert           | BRM              | 55    | + 37 s 17         | 6      | 3      |
| 5    | 20 | Chris Amon           | Matra            | 55    | + 41 s 08         | 9      | 2      |
| 6    | 2  | Reine Wisell         | Lotus-Ford       | 55    | + 1 min 16 s 02   | 15     | 1      |
| 7    | 21 | Jean-Pierre Beltoise | Matra            | 55    | + 1 min 16 s 93   | 8      |        |
| 8    | 22 | John Surtees         | Surtees-Ford     | 55    | + 1 min 24 s 91   | 13     |        |
| 9    | 10 | Peter Gethin         | McLaren-Ford     | 54    | + 1 tour          | 19     |        |
| 10   | 16 | Howden Ganley        | BRM              | 54    | + 1 tour          | 16     |        |
| 11   | 24 | Rolf Stommelen       | Surtees-Ford     | 53    | + 2 tours         | 10     |        |
| 12   | 8  | Tim Schenken         | Brabham-Ford     | 50    | Pression d'huile  | 14     |        |
| 13   | 34 | François Mazet       | March-Ford       | 50    | + 5 tours         | 23     |        |
| Nc   | 28 | Max Jean             | March-Ford       | 46    | Non classé        | 22     |        |
| Abd. | 27 | Henri Pescarolo      | March-Ford       | 45    | Boîte de vitesses | 18     |        |
| Abd. | 7  | Graham Hill          | Brabham-Ford     | 34    | Durite d'huile    | 4      |        |
| Abd. | 19 | Andrea De Adamich    | March-Alfa Romeo | 31    | Moteur            | 20     |        |
| Abd. | 15 | Pedro Rodriguez      | BRM              | 27    | Allumage          | 5      |        |
| Abd. | 5  | Clay Regazzoni       | Ferrari          | 20    | Accident          | 2      |        |
| Abd. | 17 | Ronnie Peterson      | March-Alfa Romeo | 19    | Moteur            | 12     |        |
| Abd. | 9  | Denny Hulme          | McLaren-Ford     | 16    | Allumage          | 11     |        |
| Abd. | 4  | Jacky Ickx           | Ferrari          | 4     | Moteur            | 3      |        |
| Abd. | 18 | Alex Soler-Roig      | March-Alfa Romeo | 4     | Pompe à essence   | 21     |        |

Légende :
- Abd.=Abandon

## Pole position et record du tour
- Pole position : Jackie Stewart en 1 min 50 s 71 (vitesse moyenne : 188,926 km/h).
- Tour le plus rapide : Jackie Stewart en 1 min 54 s 09 au 2e tour (vitesse moyenne : 183,329 km/h).

## Tours en tête
- Jackie Stewart : 55 (1-55)

## À noter
- 15e victoire pour Jackie Stewart.
- 3e victoire pour Tyrrell en tant que constructeur.
- 37e victoire pour Ford Cosworth en tant que motoriste.